# Grootslang

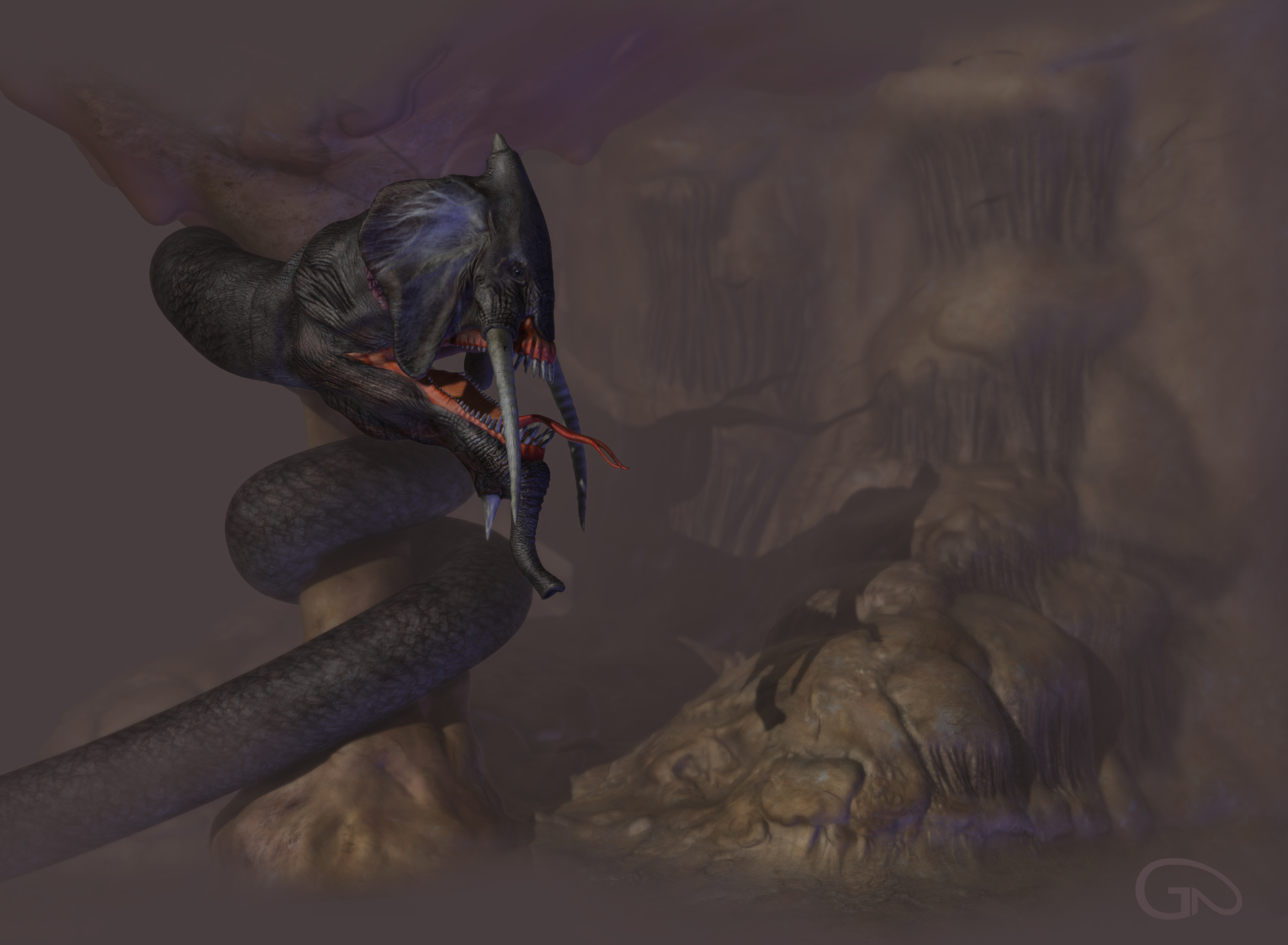

De Grootslang is een fabeldier, volgens de legende een grote slang, zo'n 6-12 meter lang, die leeft in een diepe grot vol diamanten in Richtersveld in Zuid-Afrika.

## Legende
Volgens de legende is de Grootslang een oerwezen zo oud als de aarde zelf. Verhalen hebben het over de goden die het universum schiepen. Omdat dit alles nog vrij nieuw was voor de goden, werd er een enorme fout begaan door een van hen. Grootslangen die bij ongeluk geschapen waren, waren enorm sterk, sluw en intelligent. Ze zouden het uiterlijk van een olifant en van een slang hebben. Toen de goden hun fout realiseerden, deelden ze de schepsels in tweeën, waardoor twee nieuwe soorten ontstonden. Olifanten en slangen zouden zo zijn ontstaan. Een van de originele Grootslangen ontsnapte en uit hem werden alle andere Grootslangen herboren. Olifanten zouden, nadat ze in de grotten gelokt waren, verslonden worden door deze wezens. De grotten staan bekend onder de namen "Wonderhol" en "bodemloze put". Vermoedelijk is dit grottenstelsel verbonden aan de zee die 65 km verderop ligt. Volgens de legende is de grot gevuld met diamanten.